# Asplenium schizocarpum
Asplenium schizocarpum är en svartbräkenväxtart som först beskrevs av Edwin Bingham Copeland, och fick sitt nu gällande namn av Edwin Bingham Copeland. Asplenium schizocarpum ingår i släktet Asplenium och familjen Aspleniaceae. Inga underarter finns listade.